# 후오른
후오른(Huorn)은 J. R. R. 톨킨의 소설 「반지의 제왕」의 세계에 나오는, 움직이는 숲과 그 나무들이다. 그들은 나무의 목자 엔트의 말을 이해해 소리도 잃지 않기 때문에, 엔트에 의해서 단순한 나무와 구별되어 그 명칭으로 불렸다. 천성은 난폭하고, 엔트에게 수습받지 않으면 위험한 존재이다.
그들에게 대해서, 대부분의 나무와 같이 되어 버린 엔트는 아닐까 메리는 추측하고 있지만, 작중에 대해 졸려져 나무와 같이 되어 버린 엔트가 있다고 여겨지는 한편으로, 말을 건넬 때에 눈을 뜨고 엔트와 같이 되는 나무가 있다는 기술이 있다. 더욱 전자 후자 모두 빈번히 일어났다고 여겨지고 있기 때문에, 후오른은 단순한 나무가 아닌 것은 확실하지만, 그 내력은 명확하지 않다.
후오른들이 이동할 때에는 그 주위에 간파할 수 없는 어둠이 생겨 실제로 이동하는 후오른들 중에 있어도 그것이 후오른이라고는 눈치채지 못한 것 같다. 영화 「반지의 제왕: 두 개의 탑」스페셜 에크스텐젯드 에디션의 추가 영상으로서 아이센가드로 향해 가는 후오른이 그려져 있지만, 그 자리면에서는 원시안에 스멀스멀움직이고 있는 것이 보인다.
반지 전쟁에서는 엔트에 이끌려 아이센가드의 전투에 참가한 후, 간달프의 의뢰에 의해 헬름 협곡에 파견되어 각적성의 전투에 참가해, 패주한 사루만의 오크군을 몰살했다.

## 그 외
「반지의 제왕」에서 주인공등을 덮친 사악한 고목, 버드나무 할아범이 후오른엔트야족의 일원인지는 불명.